# Tizen

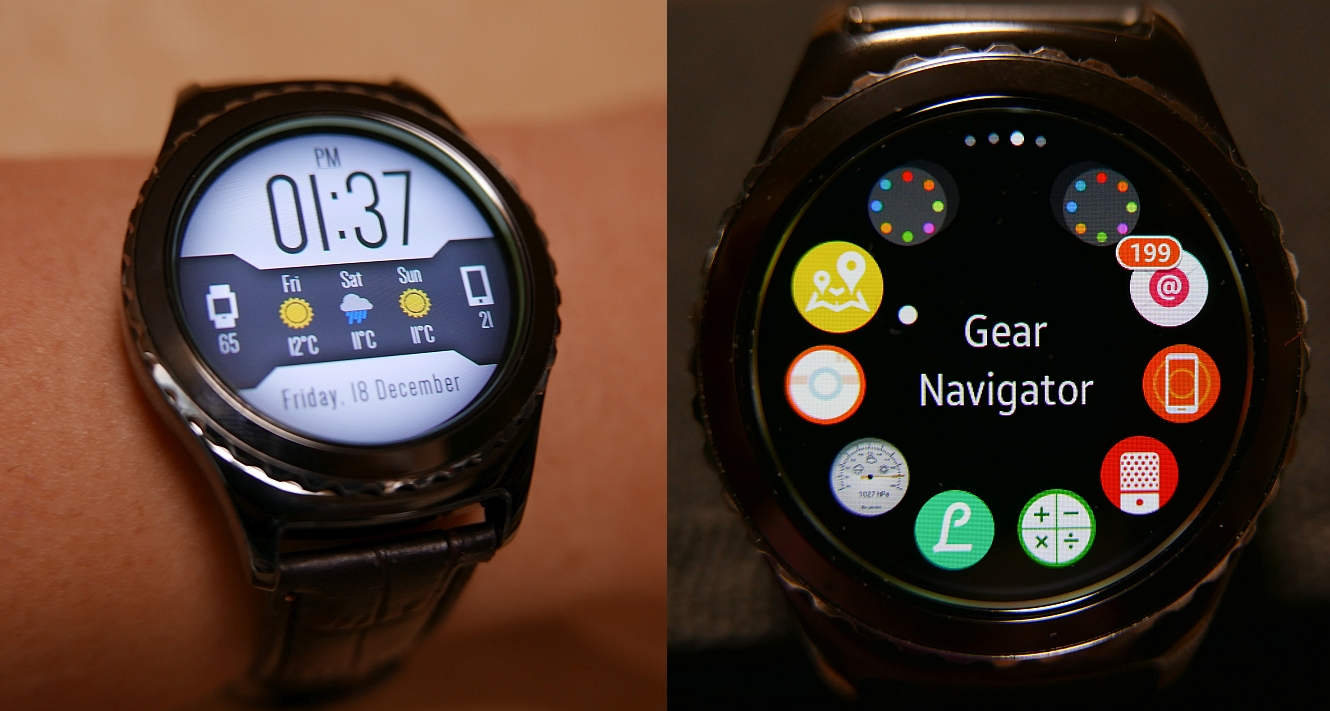
Tizen OS採用のスマートウォッチ

Tizen（タイゼン）は、LiMo Foundation、Linux Foundation、Samsungが主導するTizenプロジェクトによる、スマートフォン、タブレット、ノートパソコン、スマートテレビ、IVI用オペレーティングシステム (OS)。異なるデバイス上で共通のユーザー体験を提供することを目標としたオープンソースのシステムである。
2015年〜2017年にSamsungの一部スマートフォンに採用されたがAndroidやiOSに対してシェアが振るわず、この分野からは事実上撤退、Samsungのスマートウォッチ・スマートテレビ分野でのみ利用されてきたが、2021年5月18日、Google I/Oにて、スマートウォッチ分野におけるWear OS（Google）との統合が発表された。スマートテレビ分野ではSamsung主導で利用が継続されている。

## 概要
Tizenは2011年9月に、モトローラ、NEC、NTTドコモ、パナソニック モバイルコミュニケーションズ、ボーダフォン、サムスン電子の6社がLiMo Foundationとして開発したモバイルOSである。
LiMo Platformとインテルが進めていたモバイルOSであるMeeGoと合流したことから始まり、のちにサムスン電子がLiMo Foundationとは別に開発していたモバイルOSBadaも、非公認ではあるがTizenプロジェクトへ統合が表明された。
MeeGoプロジェクトの当初は、インテルとノキアが中心に開発を進めていたが、ノキアがWindows Phoneに注力することを決定してプロジェクトが宙に浮き、インテルはTizenと合流した。
TizenプロジェクトはLinux Foundation内にあり、サムスン電子、インテル、NTTドコモ、オレンジを中心に構成されたTechnical Steering Group (TSG) が携わる他、ACCESS、パナソニックモバイルコミュニケーションズ、NECカシオなどのLiMo Foundation参加企業も協力している。
Tizen AssociationはLiMo Foundationの後継組織で、アメリカニュージャージー州に本社をおきサンフランシスコに事務所を構える。Tizenの産業上の役割とTizenの教育を先導する目的で設立され、Tizenを利用したビジネスモデルや要求仕様、開発者向けのツール、アプリケーション展開、セキュリティー開発を担当している。
Tizenはソフトウェア開発キット (SDK) とアプリケーションプログラミングインタフェース (API) により、開発者は HTML5 や関連ウェブ技術を使用して、スマートフォン、タブレット、ネットブック、スマートテレビや車載インフォテインメントなどのマルチデバイスに対応したアプリケーションの作成が可能となる。結果としてTizenユーザーは、OS、アプリケーションおよびユーザーエクスペリエンス (UX) をデバイスの違いを意識することなく利用可能となる。
JavaScriptとjQuery（モバイル含む）などHTMLベースのアプリケーション開発ツールも提供しており、バージョン2.0でC/C++によるネイティブ・アプリケーションの開発が可能になった。
市場調査機関のストラテジーアナリティックスが2017年5月13日に発表したスマートフォンOSの世界市場占有率を分析した資料によれば、2017年第1四半期のTizenの占有率は販売量7万台で0.0％で、2015年は290万台で0.2％、2016年は98万台で0.1％であった。

## 開発体制
Tizen の開発体制は、大きく技術グループとビジネスグループの二つに分けられており、前者を Linux Foundation ならびに Tizen Project が、後者を Tizen Association が担当している。
Tizen Project は、Linux Foundation に所属し、Tizen の開発や公開、各種デバイスをサポートするワーキンググループの作成など、プロジェクトに関するすべての技術的課題に取り組んでいる。2013年2月26日、ファーウェイ・テクノロジーズの TSG への参加が発表された。
Tizen Association は、Tizen の産業的役割を主導するために組織された非営利コンソーシアムである。Tizen やアプリケーションストアが備えるべき要求仕様を経営戦略的視点から集約し、技術グループへ伝達する。また、産業パートナーシップの構築、サービスモデルの選定、全体的なマーケティングや教育などを行い、Tizen の市場展開に務めている。
2016年5月現在、Tizen Association の議長は NTTドコモ がつとめている。

## 構成
Tizen アーキテクチャは、以下の4つのサブシステムによって構成されている。
Web frameworkW3C/HTML5 、デバイスAPI および WebKit2/JavaScriptCore ベースの Web ランタイムからなり、HTML5 などのウェブ標準や WAC のウェブ技術を用いてアプリケーションの開発を行う。
Native frameworkシステムサービス、名前空間、API およびオープンソースライブラリからなり、C/C++ を用いてアプリケーションの開発を行う。
コア上位層のサブシステム(Web/Native framework)が必要とする機能を提供する。オープンソースライブラリと API の追加セットを含む。
カーネルLinuxカーネルおよびデバイスドライバからなる。

## アプリケーション開発環境
Tizen のサードパーティー開発者向けのソフトウェアフレームワークは、上記 Web framework および Native framework の2種類からなる。開発言語は Web framework では HTML5 、JavaScript (jQuery/jQuery Mobile) などが、Native framework では C/C++ が使用される。Web framework を利用してパッケージングした場合、W3C Packaged Web Apps になる。
Tizen SDKは公式サイト上の開発者専用サイト「Tizen Store Seller Office」で、一般に公開されており、Eclipse ベースの統合開発環境 (IDE)、エミュレータ、コンパイルツールチェーン、サンプルコード、ドキュメントなどを含む。Tizen SDKでは、Tizenの特長である「ネイティブアプリ」と、HTML5ベースの「Webアプリ」の双方の開発方式をサポートする。Tizen SDK の対応 OS は、Ubuntu、MS Windows、macOS である。

Tizen SDK 画面例
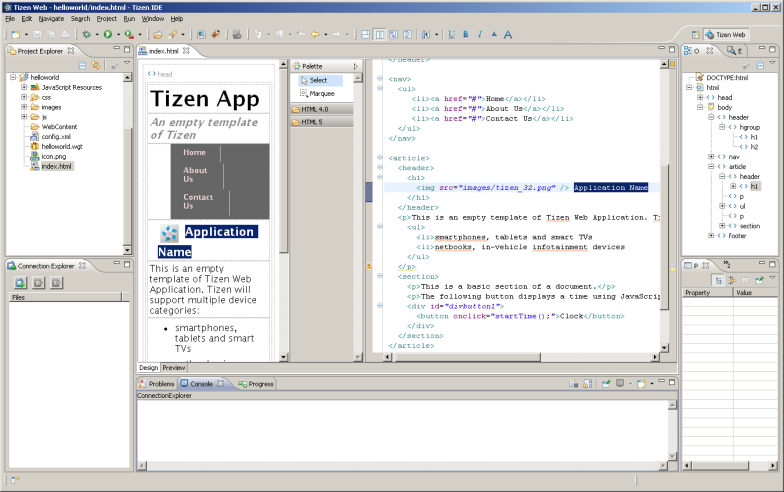
Web framework IDE
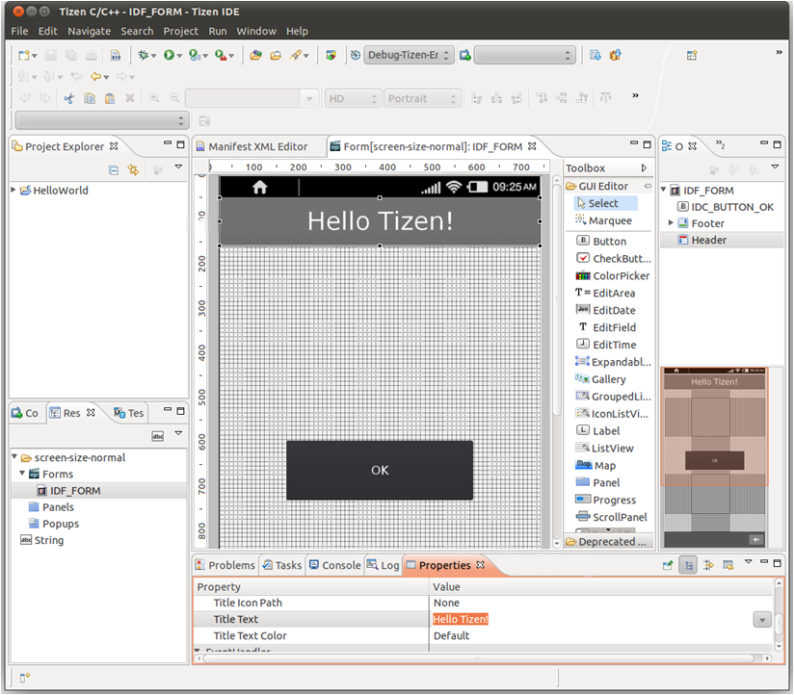
Native framework IDE
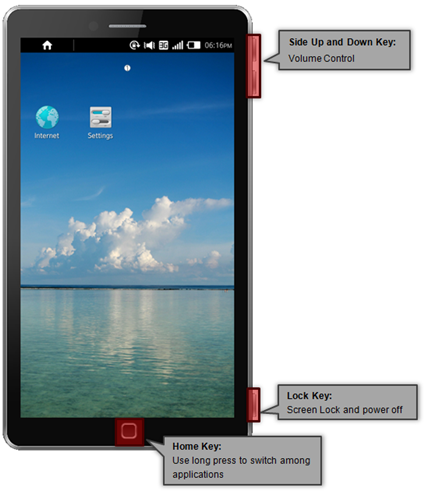
エミュレータ

## 歴史
- 2011年9月27日、Linux Foundation および LiMo Foundation が、Tizenという新しいプロジェクトの立ち上げを連名で発表、ホストは引き続き Linux Foundation が務める[20][21][22][16][23][24][25]。
- 2012年1月1日、LiMo FoundationはTizen Associationに改められた[26][27][11]。
- 2012年1月5日、最初のα版と SDK がリリース[28]。
- 2012年2月28日、Tizen 1.0 β版がリリースされた[29]。また、ファーウェイ・テクノロジーズの Tizen Association への参加が発表された[30]。
- 2012年4月30日、Tizen 1.0 SDK とソースコードがリリース。コードネームは Larkspur (飛燕草)[31][32]。
- 2012年5月8日、アメリカのキャリアである、スプリント・ネクステルが Tizen Association への参加および、Tizen の端末を将来販売することを発表[33]。
- 2012年9月25日、Tizen 2.0 α版がリリース[34][35]。
- 2013年2月18日、Tizen 2.0 SDK とソースコードがリリース。コードネームは Magnolia (木蓮)。2.0 から HTML5 だけでなく、C/C++ によるネイティブアプリケーションの開発もサポートされた[36][17]。プレインストールアプリは Tizen ネイティブでC言語などで開発された。
- 2013年5月17日、Tizen 2.1 SDK, ソースコード, OSイメージなどが公開された[37]。また、5月3日よりTizen Store[38]のアプリケーションのアップロードの受付を開始した。オープン時点での販売対象国は、日本（ドコモ）、フランス（Orange）、カザフスタン、ロシア、ウクライナ。また、5月4日に IVI の ARM 向けの Tizen 2.0 alpha もリリースされた[39]。
- 2013年7月3日、Tizen 2.2 β版 SDKをリリース。
- 2013年11月11日、シャープ、パナソニック、NTTデータMSE、コナミ、Celsys、McAfee、イーベイ、トレンドマイクロなど新規36社によるパートナープログラムの開設[40]。
- 2014年1月16日、NTTドコモが、導入を予定していたTizen搭載スマートフォンの導入を、当面見送ると発表した[41][42]。
- 2014年6月2日、サムスンが商用としては初となるTizenスマートフォン「Samsung Z」を発表[43][44][45]。
- 2014年7月28日、サムスンが2014年第3四半期にロシア で発売するとしていたTizenを採用した初の商用スマートフォン「Samsung Z」の発売延期を発表[46]。
- 2014年8月25日、中国の大手通信機器メーカーHuawei Technologiesが「SamsungのTizenには成功の見込みがない」と述べ、Tizenのスマートフォンへの採用を拒絶していたことが分かったと複数の海外メディアが報じた[47]。
- 2014年8月28日、サムスンがTizenを採用したスマートウォッチ「Samsung Gear S」正式発表[48]。
- 2014年9月24日、KDDIはTizen搭載のスマートウォッチ「Gear S」をau公式アクセサリー「au +1 collection」から発売すると発表[49]。
- 2015年1月14日、サムスンがインドでTizenを採用した初の商用スマートフォン「Samsung Z1」の発売を発表[50][51]。同機種は同年2月3日にバングラデシュでも発売が開始された[52]。
- 2015年12月18日、サムスンがTizenを採用したスマートウォッチ「Samsung Gear S2」を日本で発売開始[53]。
- 2016年4月28日、サムスンが2016年9月に「Tizen 3.0」の提供開始すると発表[54]。
- 2017年4月5日、イスラエルの独立系セキュリティ研究者であるAmihai Neidermanが、Tizenに多数の脆弱性が見られ、この2年間に販売されたサムスンのほぼ全てのスマートテレビは、ハッカーに対して無防備であると報告した[55]。この報告に対し、サムスンの広報担当者は、「あらゆる潜在的な脆弱性を解消するため、Neiderman氏に全面的に協力している」とコメントしている[55]。
- 2017年5月16日、サムスンが「Tizen 3.0」を搭載した「Samsung Z4」を発表[56]。
- 2017年5月17日、サムスンはアメリカで開催した「Tizen Developer Conference 2017」において「Tizen 4.0」を発表した[57][58]。
- 2018年9月、サムスンがTizen搭載スマートフォンの開発から撤退すると報じられた[59]。
- 2019年2月20日、サムスンが「Tizen Based Wearable OS 4.0」を搭載したスマートウォッチ「Galaxy Watch Active」を発表した[60][61]。
- 2019年8月5日、サムスンが「Tizen Based Wearable OS 4.0」を搭載したスマートウォッチ「Galaxy Watch Active2」を発表した[62]。
- 2020年10月23日、サムスンが「Tizen 5.5」を搭載した｢Galaxy Watch3｣を発表した[63][64]。
- 2021年5月18日、Googleが開発しているWear OSとの統合が発表された[6]。
- 2021年12月31日、「Tizen App Store」が閉鎖[65]。

## ライセンスと開発体制
オープンソースOSとして公開されているが、Tizen 2.x は複雑なライセンスモデルをしている。SDK はオープンソースコンポーネントで作られているが、SDK全体は Tizen SDK ライセンスで公開されている。OS 自体は多くのオープンソースコンポーネントからなる。Samsung 内部で開発されたいくつかのコンポーネント（ブートアニメーション、カレンダー、タスクマネージャ、音楽プレーヤー）は Flora License で公開されている。